# Bus Simulator City Ride
Cet article possède un paronyme, voir Bus Simulator (homonymie).
 (décembre 2023).
Bus Simulator City Ride est un jeu de simulation de conduite de bus développé par Stillalive Studios et édité par Astragon Entertainment, sorti 13 octobre 2022 pour Android, iOS et Nintendo Switch. D'ailleurs, c'est aussi la première fois qu'un jeu de cette franchise sort sur ces plates-formes. En effet, il s'agit d'un jeu dérivé de Bus Simulator 21 où le joueur gère une entreprise de transport dans la ville fictive nomée « Havensburg » qui est inspirée de celles du nord de l'Europe.

## Système de jeu
Le principe du jeu est d'étendre un réseau de lignes de bus sur la ville en effectuant des services dans les quartiers pour les usagers afin d'acquérir des recettes pour augmenter sa flotte de véhicules et accéder à d'autres quartiers. Le joueur est donc à la fois le gérant du réseau et un conducteur du réseau. 

### Liste des véhicules
Bus Simulator City Ride possède un autobus de chaque marque présente dans Bus Simulator 21 (sauf celles ajoutées après la sortie du jeu).
Il est donc possible de jouer un bus de chacune de ces dix marques ci dessous :
- Alexander Dennis
- Blue Bird (en)
- BYD
- Grande West (en)
- Iveco Bus
- MAN
- Mercedes-Benz
- Scania
- Setra
- Volvo